# 嘘、大嘘、そして統計
『嘘、大嘘、そして統計』（うそ、おおうそ、そしてとうけい、英: Lies, damned lies, and statistics）は、数字の説得力、特に弱い論証を支えるために統計が使用されることを言い表した表現である。また、相手の意見を証明するために用いられた統計を疑う時に口語的に用いられることもある。
アメリカ合衆国では、この語句は特にマーク・トウェインによって世の中に広まった。トウェインは、この語句を19世紀のイギリスの首相ベンジャミン・ディズレーリ（1804年 - 1881年）のものと紹介した: 『世の中には3種類の嘘がある: 嘘、大嘘、そして統計だ』(There are three kinds of lies: lies, damned lies, and statistics)。しかしながら、この言い回しはディズレーリのいかなる著作にも見られず、初めて登場したのはディズレーリの死後である。ゆえに、その他の考案者も提唱されている。

## 歴史
マーク・トウェインは、1906年の『North American Review』に掲載された「Chapters from My Autobiography」において、この諺を大衆化した。
私はしばしば数字に惑わされる。自分自身に当てはめる場合はなおさらだ。ディズレイリの言葉「嘘には三種類ある：嘘、まっかな嘘、そして統計」が正当性と説得力をもって通用してしまうんだ。—Chapters from My Autobiography 和訳
ディズレーリの他に発言者とされている人物には、ウォルター・バジョットやアーサー・バルフォアといった多くの人物の他に、急進的ジャーナリスト・政治家ヘンリー・ラボーチャーとレナード・コートニーがいる。コートニーは1895年にこの言い回しを用い、その2年後に王立統計学会の会長となった。コートニーは、過去ではなく未来の指導者に注意を向けた。
印刷体で見られるこの言い回しの最も初期の例は1891年6月8日に書かれた書簡である。